# أندريا مان
أندريا مان هي كاتبة سيناريو ومنتجة أفلام ومخرجة وممثلة كندية، (و. القرن 20  م).

## وصلات خارجية
- أندريا مان على موقع IMDb (الإنجليزية)
- أندريا مان على موقع ألو سيني (الفرنسية)
- أندريا مان على موقع أول موفي (الإنجليزية)
- أندريا مان على موقع قاعدة بيانات الأفلام السويدية (السويدية)
- أندريا مان على موقع قاعدة بيانات الفيلم (الإنجليزية)
- أندريا مان على موقع كينوبويسك (الروسية)